# Рухома група зір Бети Живописця
Рухома група зір Бети Живописця — молода  група зір, розташована неподалік Сонячної системи. Члени групи об'єднані між собою спільними власним рухом і походженням.

## Загальний опис
Група є важливим об'єктом для вивчення[джерело?] завдяки своїй відносній близькості до Сонячної системи і малим віком зоряних компонентів. Навколо β Живописця, від якої отримала назву група, є газопиловий, можливо, протопланетний диск. Вік і відстань до групи роблять її одним із головних кандидатів для пошуку екзопланет і вивчення формування зоряних систем.
Група складається з 17 зоряних систем, що загалом налічують 28 зоряних компонентів, зокрема, і коричневих карликів. Ядро групи розташоване приблизно за 115 світлових років від Сонця; вік ядра визначається в межах від 10 до 30 мільйонів років. Більшість зір групи належить до класів К і М[джерело?]. Більшість із них неможливо розгледіти неозброєним оком. Бета Живописця являє собою виняток, як і деякі інші зорі:
- Ета Телескопа
- 51 Ерідана
- HD 203
- HD 146624
- HD 165189
- HD 172555
- HD 181327
- PSO J318.5-22 (можливо, планета-сирота)

Групу можна спостерігати тільки в Південній півкулі, члени групи перебувають у сузір'ях Ерідана, Зайця, Живописця, Скорпіона й Телескопа.

## Дослідження
Молодий вік зорі β Живописця до деякого часу довести було проблематично через відсутність поряд із нею інших зір[джерело?]. Згідно з теорією зоряної еволюції, подібні молоді зорі мають перебувати неподалік одна від одної, що обумовлено їх утворенням з однієї газопилової хмари.
1999 року було відкрито два тьмяні червоні карлики, що мають схожі швидкість і вік із Бетою Живописця. Надалі виявлено 17 зір цієї групи[джерело?].